# Alison Watt
Alison Watt (nascuda el 1957) és una escriptora i pintora canadenca nascuda a Winnipeg, Manitoba, i va créixer a Victoria, Colúmbia Britànica. Va estudiar biologia a la Universitat Simon Fraser i botànica a la Universitat de Colúmbia Britànica. Ha treballat com a coordinadora d'educació al jardí botànic VanDusen de Vancouver, líder de turisme a Amèrica Central i del Sud, i naturalista a bord de la goleta Maple Leaf de la costa oest, navegant a les Illes del Golf de la Colúmbia Britànica, Haida Gwaii, la selva tropical de Great Bear, i Alaska.

## Carrera
El llibre de Watt The Last Island: A Naturalist's Sojourn on Triangle Island és una memòria sobre la vida i la mort en una remota colònia d'ocells marins. El llibre va guanyar el premi Edna Staebler el 2003. També és una poeta guardonada. El seu primer llibre de poesia, Circadia, va ser publicat el 2006 per Pedlar Press de Toronto. En aquesta col·lecció, escenes de la vida ordinària es desenvolupen en un teló de fons de cicles de llum, marees i temps, i intenten captar el lirisme dels processos de la natura. Alguns es troben en una estació d'Amazon Research i exploren la taxonomia i la diversitat. En d'altres, es mou la natura passant com a teló de fons per aprofundir més en el seu funcionament interior, sovint invisible, com la fotosíntesi i la pol·linització, per alliberar-les del llenguatge de la ciència.
Watt ha il·lustrat els seus llibres publicats. Artista excel·lent, ha tingut moltes exposicions en solitari i en grup. El seu treball va des de botànics aquarel·lars formals que reflecteixen la barreja de ciència i art del seu fons, fins a grans semi- abstractes en acrílic. Ha impartit nombrosos cursos de pintura botànica al Malaspina University-College de Nanaimo. A més, ha ensenyat aquarel·la i pintura acrílica al seu estudi de Protection Island.

Va publicar la seva novel·la debut, Dazzle Patterns, el 2017. El llibre va quedar finalista al premi de primera novel·la amazon.ca 2018.

## Premis
- 2002 - " Premi Edna Staebler a la no-ficció creativa " pel primer o segon llibre d'un escriptor canadenc[3]
- Premi de poesia Backwater Review
- premi de poesia de la revista subTerrain
- Competició Bliss Carman: 2n lloc